# Bolag (kortspel)
Bolag är, i bridge och några andra kortspel, ett tvåmanslag som tävlar tillsammans mot andra bolag. Medspelaren i bolaget kallas partnern. Spelarna i samma bolag sitter mitt emot varandra vid bordet.